# Sinus Roris
Sinus Roris (en latin : golfe ou baie de la rosée), est une mare lunaire formant une extension orientale de l'Oceanus Procellarum à l'extrémité orientale de la Mare Frigoris.
Le Sinus Roris est entouré de plusieurs cratères lunaires, le cratère Babbage au nord, le cratère Harpalus à l'est, Markov (en) et Oenopides (en) à l'ouest et le Mons Rümker au sud.